# Apocephalus oblongus
Apocephalus oblongus är en tvåvingeart som beskrevs av Brown 1997. Apocephalus oblongus ingår i släktet Apocephalus och familjen puckelflugor. Inga underarter finns listade i Catalogue of Life.